# دينو مينيغين
دينو مينيغين (بالإيطالية: Dino Meneghin) هو لاعب كرة سلة إيطالي سابق بدأ مسيرته الاحترافية في سنة 1966. يبلغ طوله 6 قدم 9 بوصة (2.1 م). مثّل منتخب بلاده. شارك في مسابقة كرة السلة في الألعاب الأولمبية الصيفية. اعتزل اللعب في 1994.

## فرق لعب لها
- بالاكانسترو فاريزي
- أولمبيا ميلانو

## الميداليات
| الميدالية | المسابقة                         |
| --------- | -------------------------------- |
| فضية      | الألعاب الأولمبية الصيفية 1980   |
| برونزية   | بطولة أمم أوروبا لكرة السلة 1971 |
| برونزية   | بطولة أمم أوروبا لكرة السلة 1975 |
| ذهبية     | بطولة أمم أوروبا لكرة السلة 1983 |

## روابط خارجية
- دينو مينيغين على موقع الاتحاد الدولي لكرة السلة (الإنجليزية)
- دينو مينيغين على موقع سبورتس رفرنس (الإنجليزية)
- دينو مينيغين على موقع كرة السلة الأوروبية.كوم (الإنجليزية)
- دينو مينيغين على موقع ريلجم (الإنجليزية)
- دينو مينيغين على موقع بروبوليرز (الإنجليزية)
- دينو مينيغين على موقع سبورتس رفرنس (الإنجليزية)
- دينو مينيغين على موقع اللجنة الأولمبية الدولية (الإنجليزية)
- دينو مينيغين على موقع أوليمبيديا (الإنجليزية)
- دينو مينيغين على موقع اللجنة الأولمبية الإيطالية (الإيطالية)